# Fjodor III.

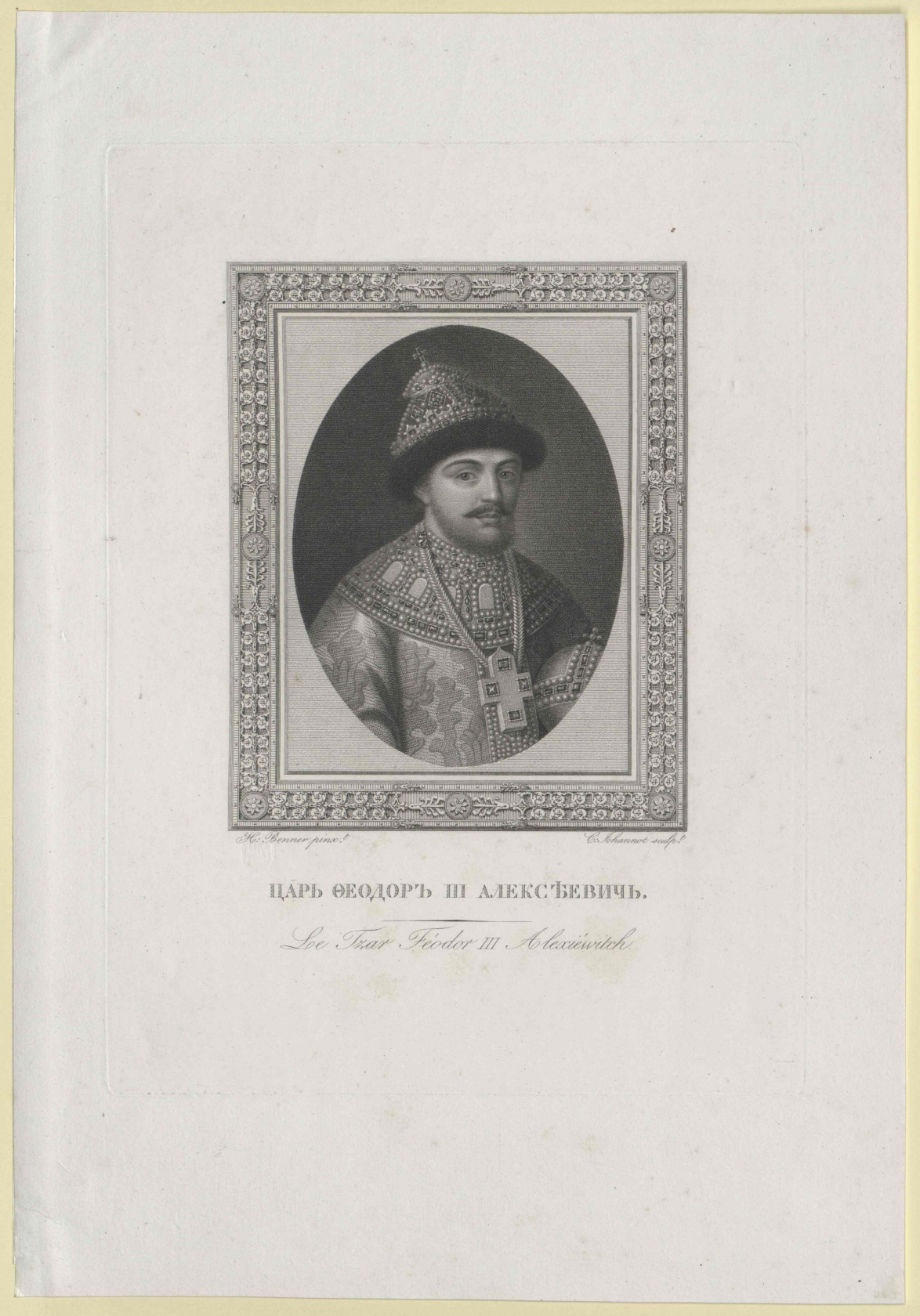
Fjodor III.

Fjodor III. Alexejewitsch (ru. Фёдор III Алексеевич Fëdor III Alekseevič; * 30. Maijul. / 9. Juni 1661greg. in Moskau; † 27. Apriljul. / 7. Mai 1682greg. ebenda), geboren als Fjodor Alexejewitsch Romanow war von 1676 bis 1682 Zar und Großfürst des Zarentums Russland. Er war der dritte Romanow auf dem Moskauer Thron und starb mit 21 Jahren.

## Leben

### Frühe Jahre
Fjodor war der dritte Sohn von Zar Alexei I. von Russland und dessen erster Gemahlin Marija Miloslawskaja. Diese starb, als ihr Sohn acht Jahre alt war. Durch den frühen Tod seines älteren Bruders Alexei wurde er zum Zarewitsch und als solcher erzogen. Erzieher des Zarewitsch waren der Schreiber P. T. Beljaninov und der westrussische Mönch und Dichter Simeon Polozki. Neben den zahlreichen Themengebieten, auf denen ein Thronfolger Kenntnisse erwerben musste, brachte der Mönch dem jungen Fjodor Polnisch bei, wodurch ihm auch die westliche Lebensweise vertrauter wurde. Er interessierte sich für Wissenschaft, Kunst und Musik. Er war jedoch schon als Kind kränklich und konnte wegen ständig geschwollener Füße nicht gehen.
Fjodor war wie sein Vater ein sehr frommer Mann, der später zudem einige Kirchengesänge verfasste. Außerdem war er der erste Zar, der sich westlich kleidete und frisierte. Unter seiner Regierung begann sich das Russische Reich Europa anzunähern. Der Annäherungsprozess wurde von seinen Nachfolgern weiter vorangetrieben.

### Herrschaft

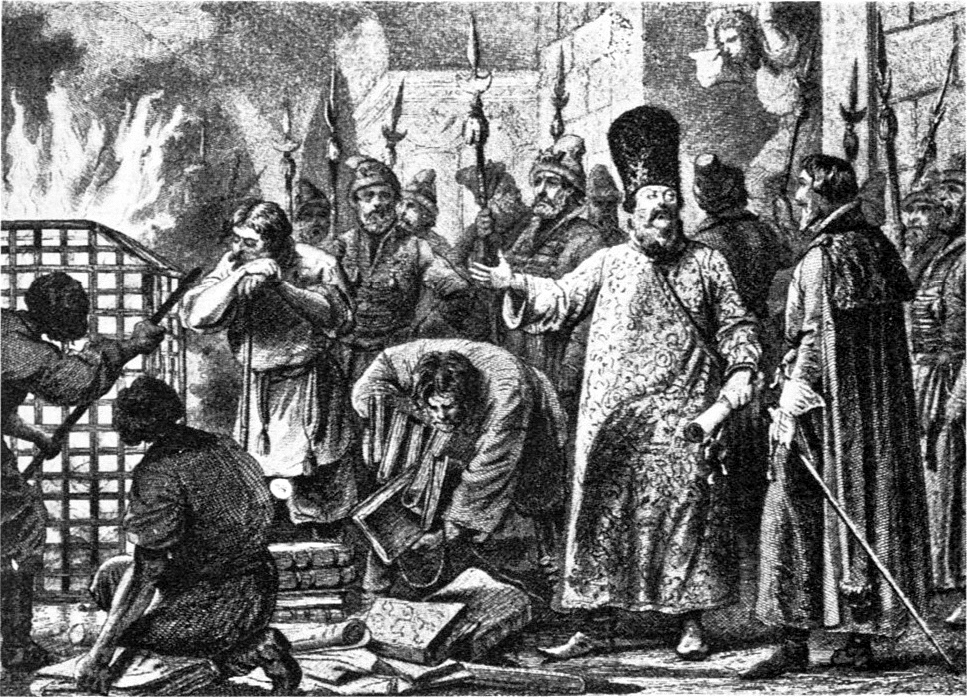
Adolf Iossifowitsch Charlemagne: Zar Fjodor III. lässt 1682 Ahnenbücher der russischen Nobilität verbrennen

Da der vermutlich an Skorbut leidende Fjodor in seiner Kindheit infolge wiederholter Erkrankungen oft geschwächt und bettlägerig war, erwartete man am Zarenhof eine schwache Regierungsführung, als er nach dem Tod seines Vaters 1676 im Alter von nur 16 Jahren den Thron Russlands bestieg.
Zu Beginn seiner Regierungszeit musste er sich denn auch einiger Widersacher erwehren; besonders Artamon Matwejew wollte den neuen Zaren um seine Macht bringen. Er stand der Familie Naryschkin nahe und hatte die Absicht, den jungen Peter, den Sohn Alexeis I. mit seiner zweiten Ehefrau Natalja Naryschkina, auf den Thron zu bringen. Fjodor ließ Matwejew bereits drei Wochen nach dem Tod seines Vaters 1676 wegen Korruption sowie Machtmissbrauchs verurteilen und verbannen.
In seiner Regierungszeit wurden viele Reformen begonnen, jedoch konnten die meisten davon aufgrund seiner kurzen Regentschaft nicht zu Ende gebracht werden. Die wichtigste Reform war die Abschaffung der Rangplatzordnung Mestnitschestwo in der Zaristischen Armee. Weitere Reformen stärkten die Zentralisierung des Staatsapparats und drängten den Einfluss des Patriarchen zurück, den dieser auf die Staatsgeschäfte ausübte. Zugleich hatten die Reformen eine Verschlechterung der sozialen Lage der unteren Volksschichten zur Folge, die zum Moskauer Aufstand 1682 und zur Übernahme der Regentschaft durch Fjodors Schwester Sofia Alexejewna führte.
Ein behindernder Umstand war, dass Fjodor sich während fast seiner gesamten Herrschaft den Russisch-Türkischen Krieg mit dem Osmanischen Reich führte, der erst 1681 mit dem für Russland vorteilhaften Vertrag von Bachtschyssaraj beendet wurde.

### Familie
1680 heiratete Fjodor in erster Ehe Agafia Gruschezkaja, die ihm den Sohn Ilja (* 11. Juli 1681; † 21. Juli 1681), Zarewitsch von Russland, gebar. Dieser Sohn, sein einziges Kind, starb im Alter von zehn Tagen.
In zweiter, kinderloser Ehe vermählte er sich im Oktober 1681 mit Marfa Apraxina.